# Stadion Evžena Rošického
Het Stadion Evžena Rošického is een stadion in de Tsjechische hoofdstad Praag, gelegen in de wijk Břevnov. Het stadion werd gebouwd in de jaren 1931 tot 1935 en kreeg in eerste instantie de naam Masarykův stadion, genoemd naar de eerste president van Tsjecho-Slowakije, Tomáš Masaryk. Nu is het stadion genoemd naar de voormalige atleet Evžen Rošický. Het Stadion Evžena Rošického staat naast het Strahovstadion.
Tussen 2000 en 2008 heeft de voetbalclub SK Slavia Praag tijdelijk haar thuiswedstrijden in dit stadion gespeeld, totdat de nieuwe Eden Aréna gereed was. Sparta Praag speelde hier aan het eind van seizoen 2000-01, vanwege de aanleg van veldverwarming. FK Viktoria Žižkov speelde hier voor de UEFA Cup van 2001/02 en 2002/03. Ook SK Sparta Krč, een voetbalclub die in de Druhá liga uitkwam, werkte haar thuiswedstrijden in het seizoen 2007-08 in het Evžena Rošického af. Ook speelde de reserves van Sparta Praag hier twee seizoenen in de Druhá liga van 2008-09 en 2009-10.
Verder gebruikte FK Bohemians Praag in het seizoen 2009-10 het stadion voor haar thuiswedstrijden. In dat seizoen was het druk in het stadion, want ook SK Kladno en Bohemians 1905 speelden hier beiden een wedstrijd in maart vanwege een defecte veldverwarming. In oktober 2011 speelde ook FK Dukla Praag een wedstrijd in het stadion vanwege stadionwerkzaamheden, waardoor Dukla het negende team was wat in het stadion aantrad in tien jaar. In het seizoen 2017/18 zal het stadion opnieuw regelmatig gebruikt worden, ditmaal omdat FK Olympia in het stadion haar intrek heeft genomen.

## Interlands
Tot op heden zijn twintig officiële interlands gespeeld in Stadion Evžena Rošického.
| 1  | 11.10.1978 | Tsjecho-Slowakije – West-Duitsland                 | 3 – 4 | Oefeninterland  |
| 2  | 26.09.1979 | Tsjecho-Slowakije – Ierland                        | 4 – 1 | Oefeninterland  |
| 3  | 10.10.1979 | Tsjecho-Slowakije – Zweden                         | 4 – 1 | EK-kwalificatie |
| 4  | 24.11.1979 | Tsjecho-Slowakije – Luxemburg                      | 4 – 0 | EK-kwalificatie |
| 5  | 08.10.1980 | Tsjecho-Slowakije – Duitse Democratische Republiek | 0 – 1 | Oefeninterland  |
| 6  | 03.12.1980 | Tsjecho-Slowakije – Turkije                        | 2 – 0 | WK-kwalificatie |
| 7  | 09.09.1981 | Tsjecho-Slowakije – Wales                          | 2 – 0 | WK-kwalificatie |
| 8  | 24.03.1982 | Tsjecho-Slowakije – Griekenland                    | 2 – 1 | Oefeninterland  |
| 9  | 16.04.1983 | Tsjecho-Slowakije – Cyprus                         | 6 – 0 | EK-kwalificatie |
| 10 | 26.10.1983 | Tsjecho-Slowakije – Bulgarije                      | 1 – 2 | Oefeninterland  |
| 11 | 16.11.1983 | Tsjecho-Slowakije – Italië                         | 2 – 0 | EK-kwalificatie |
| 12 | 16.05.1984 | Tsjecho-Slowakije – Denemarken                     | 1 – 0 | Oefeninterland  |
| 13 | 31.10.1984 | Tsjecho-Slowakije – Malta                          | 4 – 0 | WK-kwalificatie |
| 14 | 30.04.1985 | Tsjecho-Slowakije – West-Duitsland                 | 1 – 3 | WK-kwalificatie |
| 15 | 25.09.1985 | Tsjecho-Slowakije – Portugal                       | 1 – 0 | WK-kwalificatie |
| 16 | 16.10.1985 | Tsjecho-Slowakije – Zweden                         | 2 – 1 | WK-kwalificatie |
| 17 | 10.09.1986 | Tsjecho-Slowakije – Nederland                      | 1 – 0 | Oefeninterland  |
| 18 | 14.11.1990 | Tsjecho-Slowakije – Spanje                         | 3 – 2 | EK-kwalificatie |
| 19 | 22.04.1992 | Tsjecho-Slowakije – Duitsland                      | 1 – 1 | Oefeninterland  |
| 20 | 18.08.2004 | Tsjechië – Griekenland                             | 0 – 0 | Oefeninterland  |

Andrův stadion (SK Sigma Olomouc) ·
Ďolíček (Bohemians Praag 1905) ·
Fotbalový stadion Střelecký ostrov (SK Dynamo České Budějovice) ·
Letní stadion (FK Pardubice) ·
Malšovická aréna (FC Hradec Králové) ·
Městský stadion (MFK Karviná) ·
Městský stadion (FK Mladá Boleslav) ·
Městský stadion v Ostravě-Vítkovicích (FC Baník Ostrava) ·
Městský fotbalový stadion Miroslava Valenty (1. FC Slovácko) ·
Na Julisce (FK Dukla Praag) ·
Stadion Na Stínadlech (FK Teplice) ·
Fortuna arena (SK Slavia Praag) ·
Stadion města Plzně (FC Viktoria Pilsen) ·
Stadion Sparty na Letné (AC Sparta Praag) ·
Stadion Střelnice (FK Jablonec) ·
Stadion u Nisy (FC Slovan Liberec)
Andrův stadion (SK Sigma Olomouc „B“) ·
Letná (FC Zlín) ·
Městský fotbalový stadion Srbská (FC Zbrojovka Brno) ·
Městský stadion (Slezský FC Opava) ·
Městský stadion v Kotlině (FK Varnsdorf) ·
Městský stadion v Ostravě-Vítkovicích (FC Baník Ostrava „B“) ·
Hřiště v Kvapilově ulici (FC Silon Táborsko) ·
Sportovní areál Drnovice (MFK Vyškov) ·
Sportovní areál Na Chvalech (SK Slavia Praag "B") ·
Stadion FK Viktoria Žižkov (FK Viktoria Žižkov / AC Sparta Praag „B“) · 
Stadion SK Líšeň (SK Líšeň 2019) ·
Stadion v Jiráskově ulici (FC Vysočina Jihlava) ·
Stadion v Kollárově ulici (FC Sellier & Bellot Vlašim) ·
Stadion Za Místním nádražím (1. SK Prostějov) ·
Stadion Za Vodojemem (MFK Chrudim) ·
Stadion Evžena Rošického · Strahovstadion